# 于默河 (萊達河支流)

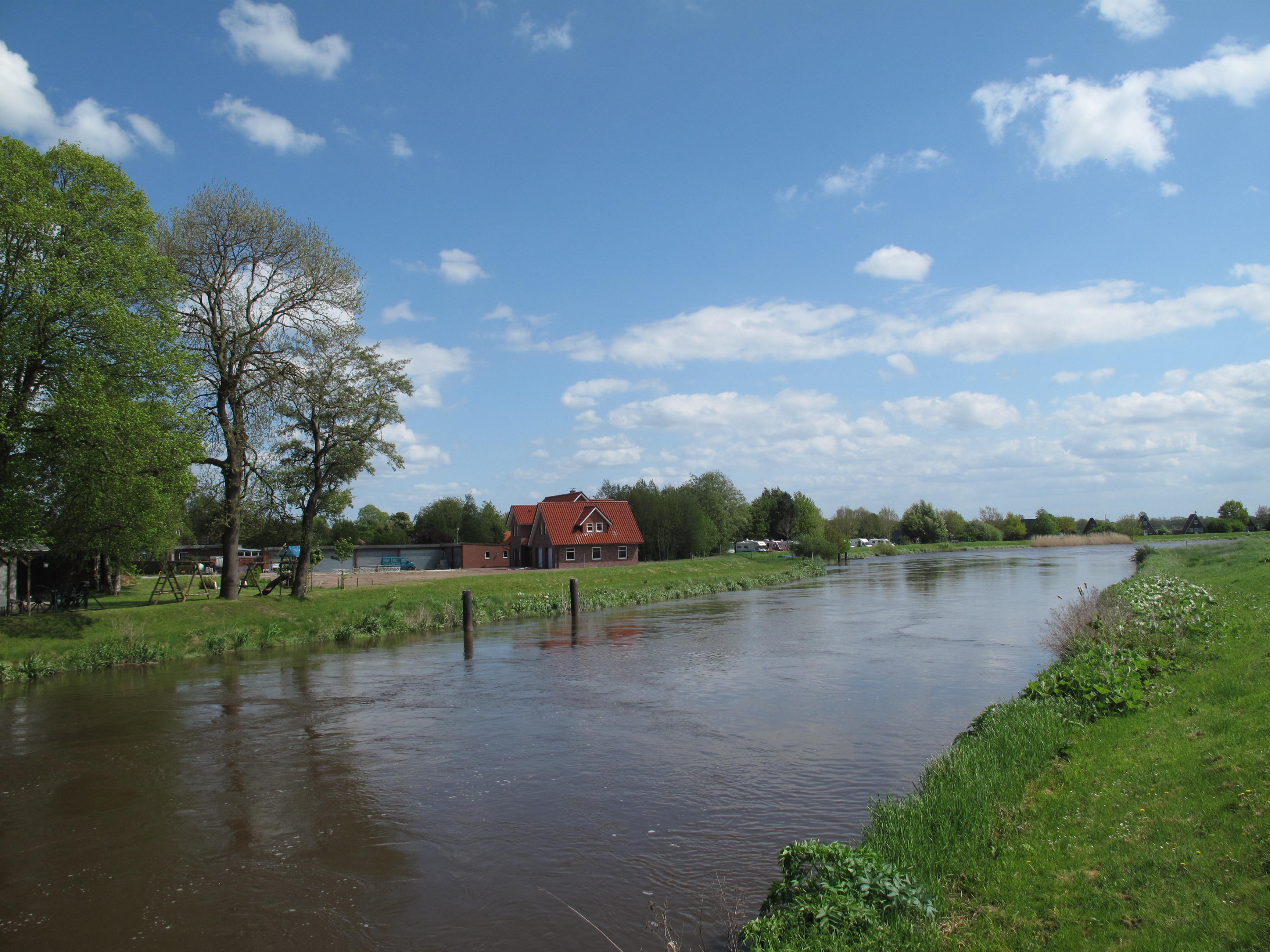
于默河（萊達河支流）

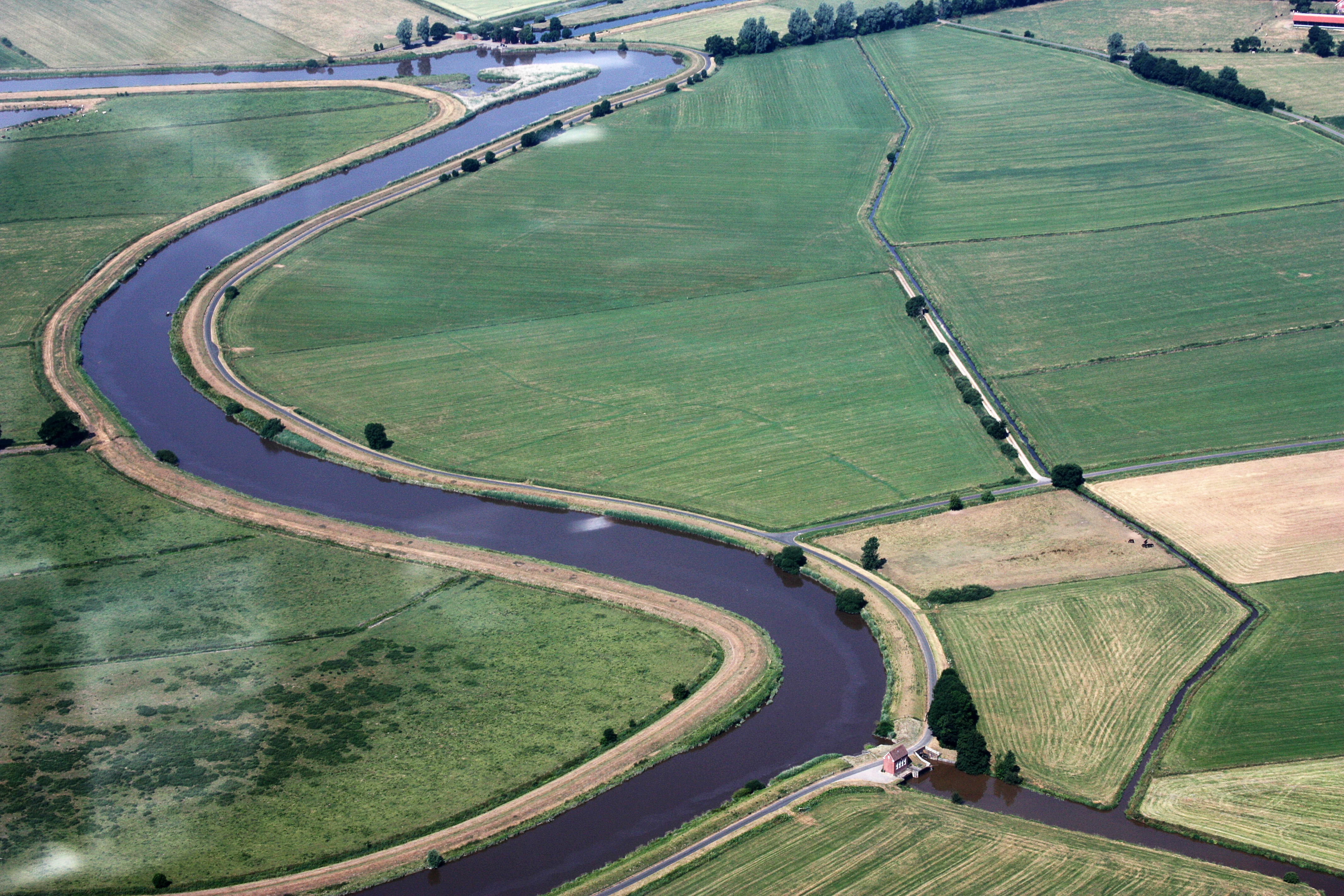
俯瞰河景

于默河（德語：Jümme），是德國的河流，位於該國西北部，由下薩克森州負責管轄，該河流屬於萊達河的支流，河道全長18.3公里，流域面積1,351平方公里。